# ناحیه کوین، شهرستان کارول، آرکانزاس
ناحیه کوین، شهرستان کارول، آرکانزاس (به انگلیسی: Coin Township) یک منطقهٔ مسکونی در ایالات متحده آمریکا است که در شهرستان کرول، آرکانزاس واقع شده‌است. ناحیه کوین ۶۵۵ نفر جمعیت دارد.